# Дики, Роберт Аллен
Роберт Аллен «Р. А.» Дики (англ. Robert Allen «R.A.» Dickey; род. 29 октября 1974, Нашвилл) — американский профессиональный бейсболист, выступавший в Главной лиге бейсбола на позиции питчер за клубы «Техас Рейнджерс», «Сиэтл Маринерс», «Миннесота Твинс», «Нью-Йорк Метс», «Торонто Блю Джейс» и «Атланта Брэйвз». Лучший питчер 2012 года Национальной лиги по версии TSN, обладатель приза Сая Янга. В составе сборной США стал бронзовым призёром летних Олимпийских игр 1996 года. Является единственным действующим питчером МЛБ, который использует технику подачи наклбол в качестве своей основной подачи.

## Спортивная карьера
В 1993 году состоялся драфт новичков МЛБ и Дики был выбран только в 10-м раунде клубом «Детройт Тайгерс», однако контракт так и не был подписан. Следующую попытку попасть в МЛБ Дики предпринял в 1996 году и был выбран уже в первом раунде под общим 18-м номером командой «Техас Рейнджерс». В том же году Дики стал бронзовым призёром летних Олимпийских игр, которые проходили в Атланте. Дики выходил на поле в двух матчах и оба раза сборная США уверенно побеждала своих соперников. C 1997 года Дики стал играть в клубах, входящих в систему Рейнджерс. За 5 лет Дики успел поиграть в трёх командах в различных лигах.
21 апреля 2001 года Дики дебютировал в составе «Техас Рейнджерс». В своём дебютном сезоне Р. А. сыграл всего в 4 матчах. 2002 года Дики вновь провёл в составе «Оклахомы Ред Хоукс». На протяжении всей карьеры Дики подавал подачу, которая была близка по технике к наклболу — одной из самой сложной подачи в бейсболе. Понимая, что доведя подобную подачу до совершенства Дики станет одним из сильнейших питчеров, он решил усиленно тренировать подобную технику подачи. В начале 2006 года тренерский штаб решил дать шанс Дики использовать наклбол в матчах МЛБ, однако после 6-и хоум-ранов, выполненных после подач Роберта, он был отправлен в «Оклахому». Всего за 5 сезонов в Техасе показатель ERA у него составил 5,72. 11 октября 2006 года Дики стал свободным агентом. В начале следующего сезона Роберт подписал контракт с «Милуоки Брюэрс», по которому он проводил сезон в клубе Низшей лиги «Нэшвилл Саундс». В конце сезона Дики вновь стал свободным агентом.
29 ноября 2007 года Дики подписал контракт с «Миннесотой Твинс», однако уже спустя неделю его обменяли в «Сиэтл Маринерс» на ранний выбор в драфте. Спустя несколько месяцев условия обмена изменились и вместо выбора в драфте Миннесота получила молодого Джаира Фернандеса. В составе «Сиэтл Маринерс» он выходил на площадку в 32 матчах, а показатель ERA составил 5,21. 2009 год Дики провёл уже в составе "Миннесоты Твинс, которая вновь подписала Роберта, как свободного агента, однако на площадку он выходил крайне редко, а в старте появился всего лишь раз.
21 декабря 2009 года Дики подписал контракт с клубом восточного дивизиона Национальной лиги «Нью-Йорк Метс». Первые два сезона сложились для Дики неплохо. Он довольно часто выходил на площадку и имел хороший показатель ERA. 2012 год стал для Дики лучшим в карьере. Уже с первых месяцев он демонстрировал великолепную игру, полностью используя всю непредсказуемость своего наклбола. В июне он был признан питчером месяца, а в июле впервые в карьере был выбран для участия в Матче всех звёзд МЛБ. Всего за 2012 год Дики сыграл наибольшее количество иннингов во всей Национальной лиге, стал лидером по количеству страйк-аутов и шут-аутов, а также стал третьим по показателю WHIP, равным 1,053. По итогам сезона Дики стал обладателем самой значимой награды для питчеров приза Сая Янга, а также получил приз, как лучший питчер по версии TSN.
В начале 2013 года 38-летний Дики в результате крупного обмена перешёл в состав «Торонто Блю Джейс», с которым подписал контракт на 4 года на общую сумму в $41 млн. По итогам первого сезона Дики стал обладателем награды Голден Глоув. 
В 2017 году Дики стал игроком «Атланты Брэйвз». Отыграв один сезон в составе клуба 43-летний бейсболист принял решение завершить спортивную карьеру.

## Личная жизнь
- Женат, имеет двух сыновей и двух дочерей.